# Литовская военная авиация (1919—1940)
Литовская военная авиация (1919—1940) — военно-воздушные силы Литвы в период 1919—1940 годов.

## История

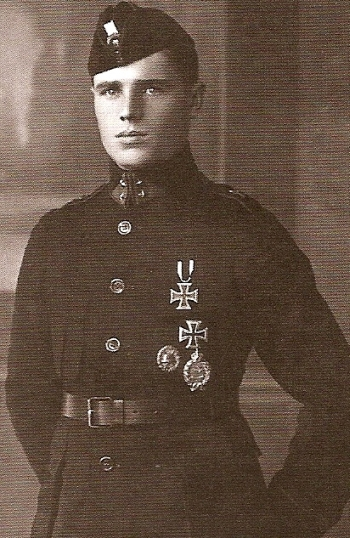
Один из немецких авиационных инструкторов, старший лейтенант авиации Фридрих (Фриц) Шульц в униформе ВВС Литвы

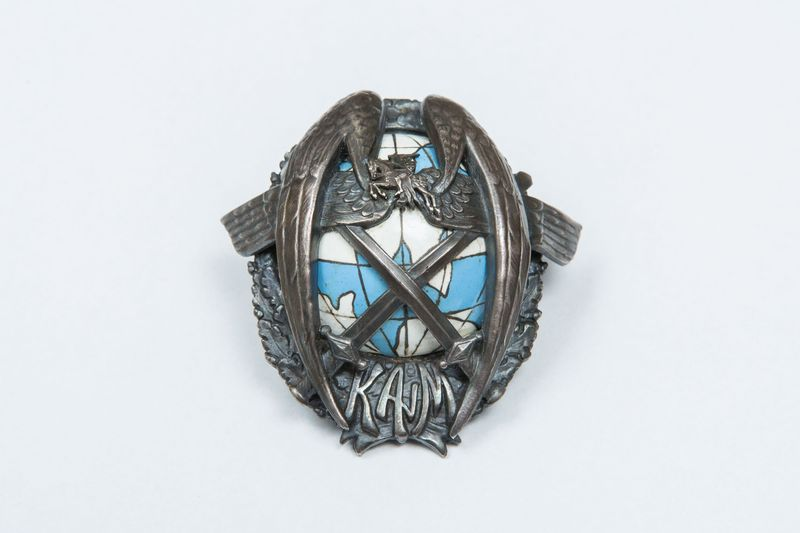
Знак отличия выпускника Литовской военно-авиационной школы с Витисом, 1919

30 января 1919 года в Каунасе начато формирование Инженерной роты. В её составе был образован авиационный отряд, в который стали зачислять добровольцев авиации. Вскоре авиаотряд стал авиационной ротой. Командиром роты был назначен инженер П.Пятронис, ранее служивший в России морским инженером.
5 февраля захваченный у Езнаса самолёт РККВФ Sopwith 1½ Strutter стал первым самолётом Литовской военной авиации.
27 февраля в Каунас привозят восемь закупленных немецких самолётов — разведчиков-бомбардировщиков LVG C.VI.
28 февраля, за неимением собственных пилотов, для нужд литовских ВВС были наняты пять немецких офицеров авиации и шесть механиков.
1 марта в воздух первый раз поднялся самолёт LVG C.VI с литовскими опознавательными знаками.
2 марта литовская авиация начала участвовать в боевых действиях против Красной Армии.
12 марта авиационная рота отделяется от инженерного батальона и начинает существование как авиационная часть. Начальником авиационной школы назначается офицер К.Фугалявичюс. 12 марта считается днём рождения литовской военной авиации.
В мае 1919 года авиация активно применялась при взятии Укмярге, а также в боях за Панявежис. Военные лётчики совершали разведывательные вылеты, а также штурмовали позиции противника с воздуха.
В мае были образованы Военные авиационные мастерские, где осуществлялся ремонт самолётов и авиационных двигателей. В 1921 году в мастерских начата постройка спортивного самолёта конструкции Ю.Добкявичюса. Вместе с этим, по частям собирались самолёты, взятые в боях у Радвилишкиса, после разгрома белой армии генерала Бермонта-Авалова. Работы активизировались с приходом в мастерские инженера Блюменталя. Начали производиться сложные ремонтные работы, а также строится собственные самолёты конструкции Ю.Добкявичюса и А.Густайтиса. Мастерские были расширены, самолёты стали производиться сериями. В 1929 году начальником мастерских был назначен инженер А.Густайтис, а с 1934 года — инженер А.Гавялис.
15 мая 1919 года в авиационную часть был принят первый лётчик-литовец, офицер Пранас Хикса, окончивший обучение в Великобритании.

28 сентября, при аварии самолёта, разбился первый военный лётчик-инструктор, старший лейтенант Фриц Шульц. Готовясь к боевому вылету на позиции красной армии, лётчик производил проверку курсовых пулемётов. Находясь на малой высоте, выполняя резкий разворот, самолёт попал в штопор и разбился. Пилот погиб, ученик выжил.

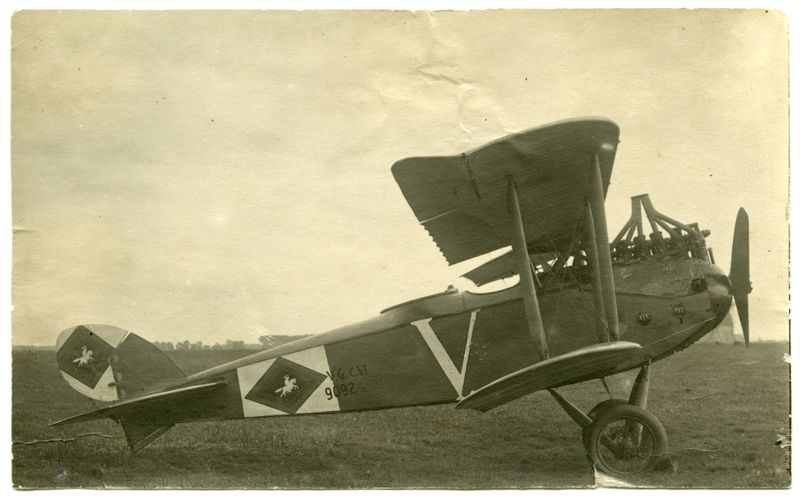
Самолет LVG C.VI с литовскими опознавательными знаками

16 декабря военную авиационную школу окончили первые 34 курсанта. 23 из них, приказом верховного главнокомандующего, были присвоены звания лейтенантов авиации. Среди них: А. Густайтис, В. Ряуба, Й. Кумпис, Т. Шакманас, П. Бразджюнас, К. Граужинис, К. Канаука, Й. Заука, А. Бабилюс, Р. Шидлаускас, Л. Вирбицкас, В. Яблонскис, Й. Пранцкявичюс, В. Виронтас, А. Вашнявскис, А. Сташайтис, Ю. Добкявичюс, Й. Элисонас, С. Станайтис, Б. Сидаравичюс, В. Швитрис, Л. Пясяцкас, В. Рубяцкас. Тем же приказом десяти курсантам присвоены звания подофицеров (литовское воинское звание «подофицер» до 1997 года соответствовало званию сержанта). авиации. Среди них: В. Шенберг, С. Тумас, К. Бразджюнас, Т. Сяряйка, С. Сабас, Й. Сабанавичюс, Й. Шалкаускас, Х. Безумавичюс, М. Вайчякаускас. Солдатами-специалистами были назначены К. Лисаускас и Л .Шляжинскас. Окончившие авиационную школу подофицерами или солдатами, лейтенантские звания получали уже в авиационной части.
1 апреля 1920 года сформирована Воздушная эскадрилья, командиром которой был назначен старший лейтенант П. Хикса.
12 мая при аварии самолёта погиб первый литовский лётчик, лейтенант В.Ряуба.
9 июля на польский фронт в первый раз вылетел генерал-лейтенант Й.Крауцявичюс, с наблюдателем лейтенантом Й.Пранцкявичюсом, выполняя задание по наблюдению за перегруппировкой польской армии вдоль демаркационной линии.

## Структура
В июне 1940 года, перед самым присоединением Прибалтики к СССР, в состав литовской военной авиации входили:
Комендатура (в Каунасе):
Три аэродромные роты;
Строевая часть;
Хозяйственная часть.
Разведывательная группа (штаб в Каунасе):
2-я эскадрилья (образована в 1921 году);
6-я эскадрилья (образована в 1932 году);
8-я эскадрилья (образована в 1938 году).
Истребительная группа (штаб в Каунасе):
1-я эскадрилья (образована в 1920 году);
5-я эскадрилья (образована в 1932 году);
7-я эскадрилья (образована в 1938 году).
Бомбардировочная группа (штаб в Зокняе, Шяуляйский район):
3-я эскадрилья (образована в 1923 году);
4-я эскадрилья (образована в 1925 году).
Учебная группа (образована в 1920 году в Каунасе):
Военная авиационная школа (образована в 1932 году в Каунасе):
Отдел снабжения (в Каунасе):
Авиационные мастерские;
Техническая часть;
Отдел закупок;
Склады.
Военная метеорологическая служба (в Каунасе):

## Пункты базирования

### Авиабазы
- Каунасская авиабаза;
- Зокняйская авиабаза, Шяуляйский район;
- Пайуостская авиабаза, Панявежский район.

### Аэродромы
- Палангский аэродром;
- Гайжюнайский аэродром, Йонавский район.

## Самолёты литовской военной авиации 1919—1940

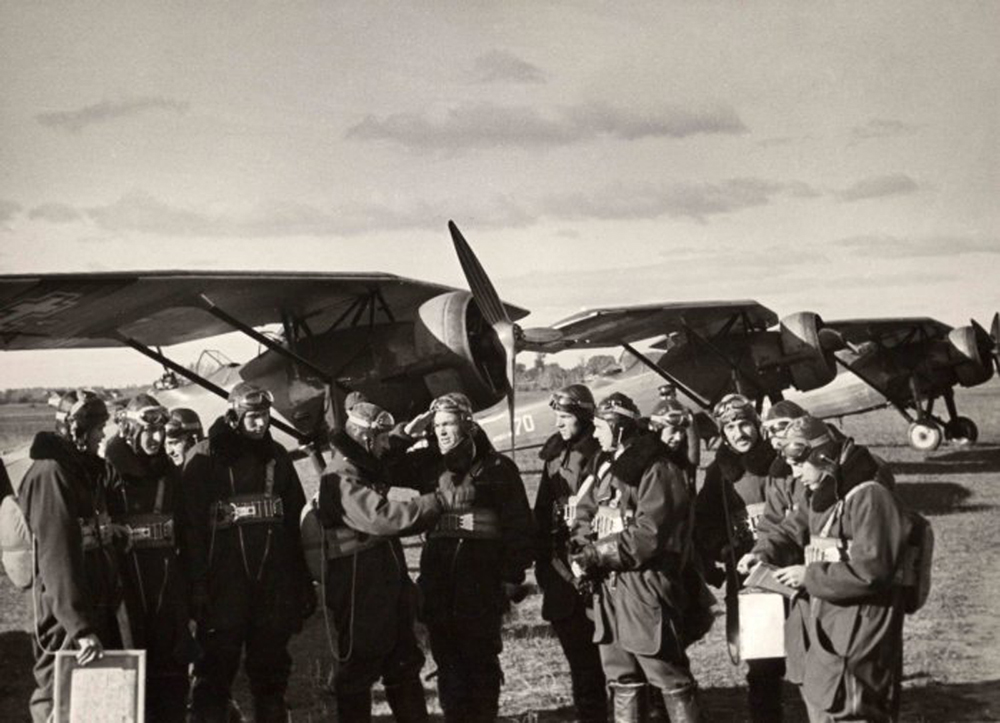
ANBO-41

| Тип                            | Производство   | Назначение                      | Количество | Примечания                       |
| ------------------------------ | -------------- | ------------------------------- | ---------- | -------------------------------- |
| LVG C.VI                       | Германия       | разведчик                       | 16         | 1 самолёт разобран на запчасти   |
| Albatros B.II                  | Германия       | разведчик                       | 6          | 1 самолёт разобран на запчасти   |
| Halberstadt CL.IV              | Германия       | штурмовик                       | 13         |                                  |
| Rumpler C.I                    | Германия       | разведчик                       | 3          | 1 не летал                       |
| Halberstadt C.V                | Германия       | разведчик                       | 13         | 3 самолёта разобраны на запчасти |
| DFW C.V                        | Германия       | разведчик                       | 7          | 4 самолёта разобраны на запчасти |
| Albatros D.III                 | Германия       | истребитель                     | 3          | 1 самолёт разобран на запчасти   |
| SSW D.IV                       | Германия       | истребитель                     | 1          | не летал                         |
| Friedrichshafen G.IIIa         | Германия       | бомбардировщик                  | 2          | 1 самолёт разобран на запчасти   |
| Albatros J.II                  | Германия       | штурмовик                       | 3          |                                  |
| Albatros C.III                 | Германия       | разведчик                       | 12         | 1 самолёт разобран на запчасти   |
| Fokker D.VII                   | Германия       | истребитель                     | 4          |                                  |
| Albatros C.Ib                  | Германия       | разведчик                       | 11         |                                  |
| Halberstadt CL.II              | Германия       | истребитель-бомбардировщик      | 4          | 1 не летал                       |
| LVG C.V                        | Германия       | разведчик                       | 1          |                                  |
| Albatros C.XV                  | Германия       | разведчик                       | 2          |                                  |
| Albatros D.V                   | Германия       | истребитель                     | 1          | самолёт разобран на запчасти     |
| Junkers F.13 Annelise          | Германия       | общего назначения               | 1          |                                  |
| Sopwith 1½ Strutter            | Великобритания | истребитель                     | 1          |                                  |
| Martinsyde F-4 Buzzard         | Великобритания | истребитель                     | 2          |                                  |
| Ansaldo S.V.A.10               | Италия Литва   | разведчик                       | 10 5       |                                  |
| Letov Š-20L                    | Чехословакия   | истребитель                     | 8          |                                  |
| FIAT CR.20                     | Италия         | истребитель                     | 15         |                                  |
| Ansaldo A.120                  | Италия         | разведчик                       | 20         |                                  |
| Dewoitine D.501L               | Франция        | истребитель                     | 14         |                                  |
| De Havilland 89A Dragon Rapide | Великобритания | учебный самолёт                 | 2          |                                  |
| AVRO 626                       | Великобритания | учебный самолёт                 | 3          |                                  |
| Bücker Bü 133C Jungmeister     | Германия       | учебно-тренировочный            | 6          |                                  |
| Gloster Gladiator Mk.I         | Великобритания | истребитель                     | 14         |                                  |
| Lockheed Vega 5B               | США            | административный самолёт        | 1          |                                  |
| ANBO-I                         | Литва          | учебный самолёт                 | 1          |                                  |
| ANBO-II                        | Литва          | учебный самолёт                 | 1          |                                  |
| ANBO-III                       | Литва          | учебный самолёт/разведчик       | 8          |                                  |
| ANBO-IV                        | Литва          | разведчик/легкий бомбардировщик | 14         |                                  |
| ANBO-41                        | Литва          | разведчик                       | 19         |                                  |
| ANBO-V                         | Литва          | учебный самолёт                 | 5          |                                  |
| ANBO-51                        | Литва          | учебный самолёт                 | 10         |                                  |
| ANBO-VI                        | Литва          | общего назначения               | 4          |                                  |

## Эволюция опознавательных знаков ВВС Литвы
| Опознавательный знак | Знак на фюзеляж | Знак на киль | Когда использовался                     | Порядок нанесения |
| -------------------- | --------------- | ------------ | --------------------------------------- | ----------------- |
|                      |                 |              | с 1 марта 1919 по 17 ноября 1920 года   |                   |
|                      |                 |              | с 17 ноября 1920 по 12 апреля 1921 года |                   |
|                      | нет             |              | 1921—1940                               |                   |